# العلاقات الفلسطينية اليمنية
العلاقات الفلسطينية اليمينية اليمن من أوائل الدول التي اعترفت بالدولة الفلسطينية في 15 نوفمبر 1988، ومن ذلك الحين يدعم اليمن القضية الفلسطينية وللدولتان علاقات دبلوماسية.

## التاريخ
تعود العلاقات بين اليمن وفلسطين إلى قصة سليمان  وبلقيس ملكة سأب التي تقع مملكتها في اليمن الحالي. ذكرت القصة بالعهد القديم والقرآن وتذكر بعض المصادر اليهودية تزوج سليمان وإنجابه من بلقيس.
استقطب اليمن المعلمين الفلسطينيين منذ عام 1970 في الفترة التي كان يحاول اليمن فيها إرساء الاستقرار بعد ما يقرب من عشر سنوات ثورة 26 سبتمبر اليمنية. وهاجرت مجموعة أخرى من الفلسطينيين إلى اليمن بعد حصار بيروت عام 1982، استمر هجرات الفلسطينيين حتى أخر هجرة لهم إليه في عام 2003 بعد وقت قصير من غزو العراق من الفلسطينيين المقيمين بالعراق. استمر اليمن بعد الوحدة في عام 1990 في دعم فلسطين ودعم القرارات التي تدعم إقامة دولة فلسطينية في الأمم المتحدة وتقديم الدعم المالي والسياسي للفلسطينيين ومشاركة اليمنيين بالمظاهرات الداعمة لفلسطين.
شاركت حكومة الحوثيون غير المعترف بها في طوفان الأقصى فقصفت إسرائيل وهددت بخطف السفن المتعلقة بإسرائيل والتي تمر من باب المندب وهو ما فعلته في احتجاز السفينة غالاكسي ليدر في يوم 19 نوفمبر 2023 وذلك حتى تنهي إسرائيل حربها على غزة ودخول المساعدات لقطاع غزة.